# Buenos Aires Open 2021/Qualifikation
Dieser Artikel zeigt die Ergebnisse der Qualifikationsrunden für die Buenos Aires Open 2021 des Damentennis. Insgesamt nahmen 8 Spielerinnen an der Qualifikation teil, die am 31. Oktober 2021 stattfand.

## Einzel

### Setzliste
| Nr. | Spielerin               | Erreichte Runde     |
| --- | ----------------------- | ------------------- |
| 01. | Martina Capurro Taborda | qualifiziert        |
| 02. | Rebeca Pereira          | Qualifikationsrunde |

Zeichenerklärung
- Q = Qualifikant
- WC = Wildcard
- LL = Lucky Loser
- ITF = qualifiziert über ITF-Ranking
- ALT = alternate (Ersatz)
- PR = Protected Ranking
- SE = Special Exempt
- r = retired (Aufgabe)
- d = Disqualifikation
- w.o. = walkover
- [ ] = Match-Tie-Break

### Ergebnisse
|  | Qualifikationsrunde |                          |   |   |  |
|  |                     |                          |   |   |  |
|  | 1                   | Martina Capurro Taborda  | 6 | 6 |  |
|  | WC                  | Martina Roldán Santander | 1 | 2 |  |
|  |                     |                          |   |   |  |
|  | 2                   | Rebeca Pereira           | 4 | 1 |  |
|  | WC                  | Sol Faga                 | 6 | 6 |  |
|  |                     |                          |   |   |  |
|  | WC                  | Merlina Sarno            | 3 | 5 |  |
|  | WC                  | Luciana Moyano           | 6 | 7 |  |
|  |                     |                          |   |   |  |
|  | WC                  | Lara Díaz Zayas          | 2 | 3 |  |
|  | WC                  | María Victoria Burstein  | 6 | 6 |  |